# Colldejou (kommun)
Colldejou är en kommun i Spanien.   Den ligger i provinsen Província de Tarragona och regionen Katalonien, i den östra delen av landet, 400 km öster om huvudstaden Madrid. Antalet invånare är 177. Arean är 14,5 kvadratkilometer. Colldejou gränsar till La Torre de Fontaubella, L'Argentera, Vilanova d'Escornalbou, Pratdip, Tivissa, Capçanes, Marçà och Pradell de la Teixeta. 
Terrängen i Colldejou är kuperad.